# Schnellfahrstrecke Peking–Guangzhou
| |                                       |                        |                        |
| Streckenlänge: | 2105 km                               |                        |                        |
| Spurweite: | 1435 mm (Normalspur)                  |                        |                        |
| Stromsystem: | 50 Hz, 25 kV ~                        |                        |                        |
| Maximale Neigung: | 20 ‰                                  |                        |                        |
| Minimaler Radius: | Regelwert: 9000 m Ausnahmewert 7000 m |                        |                        |
| Streckengeschwindigkeit: | 350 km/h                              |                        |                        |
| |                                       |                        |                        |
| \| \| 0 \| Peking West \| Peking West \| \| \| 59 \| Zhuozhou Ost \| Zhuozhou Ost \| \| \| 84 \| Gaobeidian Ost \| Gaobeidian Ost \| \| \| 139 \| Baoding Ost \| Baoding Ost \| \| \| 200 \| Dingzhou Ost \| Dingzhou Ost \| \| \| 244 \| Shijiazhuang Flughafen \| Shijiazhuang Flughafen \| \| \| 280 \| Shijiazhuang Süd \| Shijiazhuang Süd \| \| \| 323 \| Gaoyi West \| Gaoyi West \| \| \| 384 \| Xingtai Ost \| Xingtai Ost \| \| \| 437 \| Handan Ost \| Handan Ost \| \| \| 497 \| Anyang Ost \| Anyang Ost \| \| \| 542 \| Hebi Ost \| Hebi Ost \| \| \| 595 \| Xinxiang Ost \| Xinxiang Ost \| \| \| 663 \| Zhengzhou Ost \| Zhengzhou Ost \| \| \| 744 \| Xuchang Ost \| Xuchang Ost \| \| \| 799 \| Luohe West \| Luohe West \| \| \| 864 \| Zhumadian West \| Zhumadian West \| \| \| 917 \| Minggang Ost \| Minggang Ost \| \| \| 960 \| Xinyang Ost \| Xinyang Ost \| \| \| 1024 \| Xiaogan Nord \| Xiaogan Nord \| \| \| \| Hengdian Ost \| \| \| \| 1136 \| Wuhan \| Wuhan \| \| \| 1237 \| Wulongquan Ost \| Wulongquan Ost \| \| \| 1221 \| Xianning Nord \| Xianning Nord \| \| \| 1264 \| Chibi Nord \| Chibi Nord \| \| \| 1346 \| Yueyang Ost \| Yueyang Ost \| \| \| 1416 \| Miluo Ost \| Miluo Ost \| \| \| \| Tunnel \| \| \| \| 1484 \| Changsha Süd \| Changsha Süd \| \| \| 1524 \| Zhuzhou West \| Zhuzhou West \| \| \| 1591 \| Hengshan West \| Hengshan West \| \| \| 1632 \| Hengyang Ost \| Hengyang Ost \| \| \| 1687 \| Leiyang West \| Leiyang West \| \| \| 1687 \| Chenzhou West \| Chenzhou West \| \| \| 1766 \| Lechang Ost \| Lechang Ost \| \| \| 1896 \| Shaoguan \| Shaoguan \| \| \| 1966 \| Yingde West \| Yingde West \| \| \| 2021 \| Qingyuan \| Qingyuan \| \| \| 2060 \| Guangzhou Nord \| Guangzhou Nord \| \| \| \| Jin Shazhou Tunnel \| 4500 m \| \| \| 2105 \| Guangzhou Süd \| Guangzhou Süd \| |                                       |                        |                        |
| Kopfbahnhof Streckenanfang | 0                                     | Peking West            | Peking West            |
| Bahnhof | 59                                    | Zhuozhou Ost           | Zhuozhou Ost           |
| Bahnhof | 84                                    | Gaobeidian Ost         | Gaobeidian Ost         |
| Bahnhof | 139                                   | Baoding Ost            | Baoding Ost            |
| Bahnhof | 200                                   | Dingzhou Ost           | Dingzhou Ost           |
| Bahnhof | 244                                   | Shijiazhuang Flughafen | Shijiazhuang Flughafen |
| Bahnhof | 280                                   | Shijiazhuang Süd       | Shijiazhuang Süd       |
| Bahnhof | 323                                   | Gaoyi West             | Gaoyi West             |
| Bahnhof | 384                                   | Xingtai Ost            | Xingtai Ost            |
| Bahnhof | 437                                   | Handan Ost             | Handan Ost             |
| Bahnhof | 497                                   | Anyang Ost             | Anyang Ost             |
| Bahnhof | 542                                   | Hebi Ost               | Hebi Ost               |
| Bahnhof | 595                                   | Xinxiang Ost           | Xinxiang Ost           |
| Bahnhof | 663                                   | Zhengzhou Ost          | Zhengzhou Ost          |
| Bahnhof | 744                                   | Xuchang Ost            | Xuchang Ost            |
| Bahnhof | 799                                   | Luohe West             | Luohe West             |
| Bahnhof | 864                                   | Zhumadian West         | Zhumadian West         |
| Bahnhof | 917                                   | Minggang Ost           | Minggang Ost           |
| Bahnhof | 960                                   | Xinyang Ost            | Xinyang Ost            |
| Bahnhof | 1024                                  | Xiaogan Nord           | Xiaogan Nord           |
| Bahnhof |                                       | Hengdian Ost           | Hengdian Ost           |
| Bahnhof | 1136                                  | Wuhan                  | Wuhan                  |
| Bahnhof | 1237                                  | Wulongquan Ost         | Wulongquan Ost         |
| Bahnhof | 1221                                  | Xianning Nord          | Xianning Nord          |
| Bahnhof | 1264                                  | Chibi Nord             | Chibi Nord             |
| Bahnhof | 1346                                  | Yueyang Ost            | Yueyang Ost            |
| Bahnhof | 1416                                  | Miluo Ost              | Miluo Ost              |
| Tunnel |                                       | Tunnel                 | Tunnel                 |
| Bahnhof | 1484                                  | Changsha Süd           | Changsha Süd           |
| Bahnhof | 1524                                  | Zhuzhou West           | Zhuzhou West           |
| Bahnhof | 1591                                  | Hengshan West          | Hengshan West          |
| Bahnhof | 1632                                  | Hengyang Ost           | Hengyang Ost           |
| Bahnhof | 1687                                  | Leiyang West           | Leiyang West           |
| Bahnhof | 1687                                  | Chenzhou West          | Chenzhou West          |
| Bahnhof | 1766                                  | Lechang Ost            | Lechang Ost            |
| Bahnhof | 1896                                  | Shaoguan               | Shaoguan               |
| Bahnhof | 1966                                  | Yingde West            | Yingde West            |
| Bahnhof | 2021                                  | Qingyuan               | Qingyuan               |
| Bahnhof | 2060                                  | Guangzhou Nord         | Guangzhou Nord         |
| Tunnel |                                       | Jin Shazhou Tunnel     | 4500 m                 |
| Kopfbahnhof Streckenende | 2105                                  | Guangzhou Süd          | Guangzhou Süd          |

Die Schnellfahrstrecke Peking–Guangzhou (chinesisch 京广高速铁路, Abk.: 京广高铁, Pinyin Jīng Guǎng Gāosù Tiělù, Abk.: Jīng Guǎng Gāotiě), oder Jingguang Passenger Dedicated Line, Abk.: Jingguang PDL (chinesisch 京广客运专线, Abk.: 京广客专, Pinyin Jīng Guǎng Kèyùn Zhuānxiàn, Abk.: Jīng Guǎng Kèzhuān), ist eine der vier Nord-Süd-Achsen im geplanten chinesischen Hochgeschwindigkeitsnetz und Teil der Schnellfahrstrecke Peking–Hongkong. Die Strecke verbindet die Hauptstadt Peking mit der südchinesischen Stadt Guangzhou und führt dabei durch die Provinzen Hebei, Henan, Hubei, Hunan und Guangdong. Über den 142 km langen Guangzhou–Shenzhen–Hong Kong Express Rail Link ist auch Hongkong an diese Strecke angebunden.
Sie ist derzeit nach der Schnellfahrstrecke Shanghai–Kunming die zweitlängste Eisenbahn-Schnellfahrstrecke der Welt.
Die Strecke ist seit dem 26. Dezember 2012 in Betrieb. Die Reisezeit auf der 2105 km langen Strecke konnte mit den bis zu 350 km/h schnellen Hochgeschwindigkeitszügen von zwanzig auf acht Stunden verkürzt werden. Sie ist nach der Schnellfahrstrecke Peking–Shanghai die zweite Nord-Süd-Achse im chinesischen Hochgeschwindigkeitsnetz, die in Betrieb ging.

## Streckenabschnitte

### Schnellfahrstrecke Peking–Wuhan
Der Bau des 281 km langen Abschnittes Beijing-Shijiazhuang begann am 7. Oktober 2008. Am 25. Juli 2012 waren die Gleise fertig verlegt.
Der Abschnitt Anyang–Zhengzhou war seit dem 1. April 2012 im Probebetrieb, der Abschnitt Zhengzhou–Wuhan seit dem 26. August 2012. Die Eröffnung Zhengzhou–Wuhan erfolgte am 28. September 2012. Die verbleibende Strecke Zhengzhou–Shijiazhuang–Peking wurde am 26. Dezember 2012 eröffnet, womit die Strecke durchgängig von Peking bis Guangzhou in Betrieb ist.

### Schnellfahrstrecke Wuhan–Guangzhou
Am 26. Dezember 2009 wurde der 968,6 km lange südliche Streckenabschnitt zwischen Wuhan und Guangzhou mit 18 Bahnhöfen in Betrieb genommen, mit dessen Bau am 23. Juni 2005 begonnen wurde. Bei Versuchsfahrten wurde eine Spitzengeschwindigkeit von 394 km/h erreicht. Aufgrund der schwierigen Streckenmorphologie bestehen 65 % des Abschnitts zwischen Wuhan und Guangzhou aus Brücken und Tunneln.
Eine besondere Herausforderung war der Bau des 4500 Meter langen Jin Shazhou Tunnels unter dem Perlfluss bei Guangzhou. Das Bauwerk weist teilweise nur sechs Meter Überdeckung auf und musste inmitten von besiedeltem Gebiet erstellt werden. Die Baukosten der gesamten Strecke betrugen ungefähr 17 Milliarden US-Dollar.

## Betrieb
Die Strecke wird mit einer Geschwindigkeit von bis zu 350 km/h befahren. China nimmt damit für sich in Anspruch, den schnellsten Zug der Welt zu besitzen. Express-Züge ohne Zwischenhalt benötigen für die Strecke zwischen Wuhan und Guangzhou drei Stunden und 41 Minuten (Stand Dezember 2017) und erreichen damit eine Reisegeschwindigkeit von 263 km/h. Eingesetzt werden Züge der Baureihen CRH2 und CRH3.
In den ersten 10 Jahren des Betriebs nutzten die Verbindung 1,69 Mrd. Reisende.